# تكوين أجوجا
تكوين أجوچا (بالإنجليزية: Aguja Formation)‏ هو تكوين جيولوجي في أمريكا الشمالية، انكشف في تكساس، تعود طبقاته إلى الطباشيري المتأخر، تم العثور على بقايا ديناصورات من بين الحفريات التي تم اكتشافها في هذا التكوين.